# Burtville
Burtville is een spookdorp in de regio Goldfields-Esperance in West-Australië. De plaats maakt deel uit van het lokale bestuursgebied (LGA) Shire of Leonora.

## Geschiedenis
Ten tijde van de Europese kolonisatie leefden de Waljen-Aborigines in de streek. In de jaren 1890 trokken ze in een overwegend zuidwestelijke richting tot het gebied ten zuiden van Kalgoorlie. De Maduwongga en Kalamaia noemden hen de "agressieve mannen" of de "usurpatoren".
Billy Frost en James Tregurtha vonden in 1897 goud in de streek. Ze registreerden de 'Nil Desperandum' en de 'Wanderer' lease. De eerste lease schonken ze weg en daar werd goud ter waarde van £ 100.000 bovengehaald. Zelf bewerkten ze de tweede lease maar zonder veel resultaat. Rond 1900 werd het Burtville Hotel rechtgetrokken.
Landmeter J. H. Rowe tekende een dorp uit volgens de 'Goldfield Act' en noemde het 'Merolia', naar de naam die de Aborigines aan de streek gaven. De eerste bewoners noemden het plaatsje echter Burtville, naar Alfred Earle Burt, de 'Warden of the Mount Margaret Goldfield'. Burt was de zoon van Archibald Burt, de eerste 'Chief Justice of the Western Australian Supreme Court'.
Burtville werd pas in 1902 officieel gesticht. Het werd eerst officieel 'Merolia' genoemd maar op vraag van de plaatselijke 'Progress Association' later op het jaar toch tot Burtville hernoemd. Rond 1903 telde het dorp een vierhonderdtal inwoners. Er stonden drie batterijen. Burtville had in 1908 twee hotels, een school en een politiekantoor. In 1916 telde het dorp nog vijfenveertig inwoners.
Ook in de 21e eeuw waren rondom Burtville nog steeds goudmijnen actief. Onder meer in de Mikado en Brightstar-goudmijnen werd een tijd goud gedolven.

## Ligging
Burtville ligt 740 kilometer ten oostnoordoosten van de West-Australische hoofdstad Perth, 29 kilometer ten zuidoosten van Laverton en 153 kilometer ten oosten van het aan de Goldfields Highway gelegen Leonora, de hoofdplaats van het lokale bestuursgebied waarvan het deel uitmaakt.

## Klimaat
Burtville kent een warm woestijnklimaat, BWh volgens de klimaatclassificatie van Köppen.

## Externe links

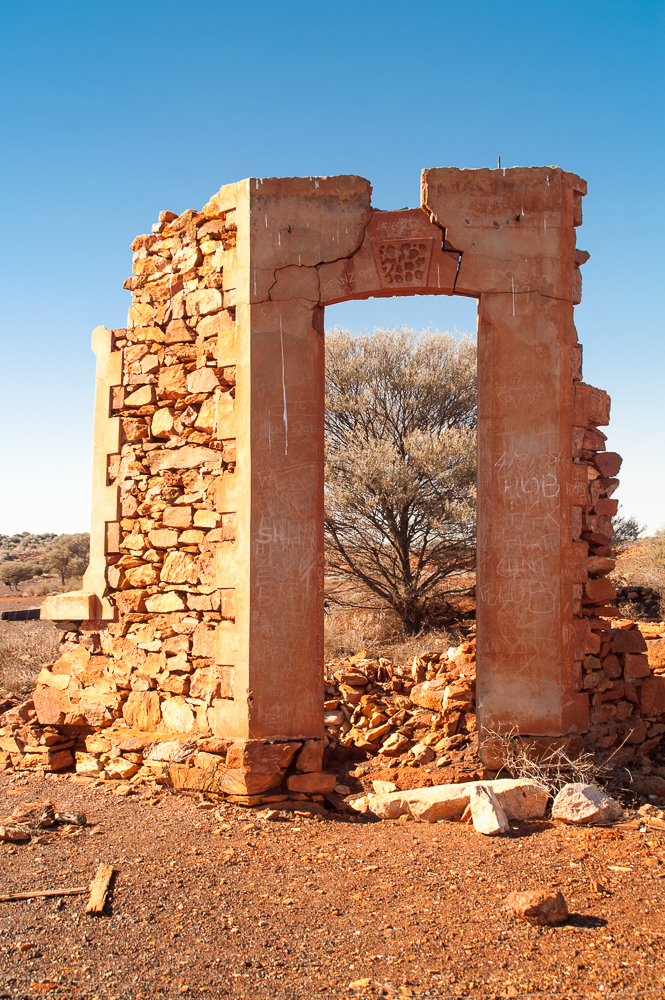
Ruïne in Burtville in 2008